# Лиллерёд
Лиллерёд (дат. Lillerød) — город в Дании, административный центр коммуны Аллерёд.

## История
Деревня в этих местах существовала ещё в средние века: в 1682 году в деревне Лиллерёд было 8 ферм и 11 домов. В 1864 году здесь прошла железная дорога, и с появлением железнодорожной станции «Лиллерёд» населённый пункт стал развиваться. Однако в связи с тем, что неподалёку находится населённый пункт Хиллерёд, в котором также была построена железнодорожная станция, при объявлении остановок их было легко спутать, поэтому 18 мая 1952 года станция «Лиллерёд» была переименована в «Аллерёд» (по названию коммуны). Однако это привело к тому, что люди, не знакомые с ситуацией, принимают «Аллерёд» за название города — так, к примеру, происходит в детективном романе Иоанной Хмелевской «Всё красное».